# Partido Democrático (Japón)
El Partido Democrático (民進党 Minshintō?) fue un partido político de Japón, formado el 27 de marzo de 2016 tras la fusión del centrista Partido Democrático de Japón (PDJ) y el derechista Partido de la Innovación (PI). El 28 de septiembre de 2017, el partido anunció su no participación en las elecciones generales de octubre, y disolvió su bancada en la Cámara de Representantes dejando a sus candidatos participar a través del Partido de la Esperanza, el Partido Democrático Constitucional de Japón o independientes. El 7 de mayo de 2018 anunció su fusión con el Partido de la Esperanza para crear el Partido Democrático para el Pueblo.
El nombre Minshintō combina los caracteres japoneses min de minshu ("democrático") y shin (進?   "avance, progreso"), y no de shin (新?   "nuevo") de ishin (innovación).

## Historia
Como una estrategia de cara a las elecciones de la Cámara de Consejeros en el verano de 2016, el 24 de febrero de dicho año el Partido Democrático de Japón (PDJ) y el Partido de la Innovación (PI) anunciaron que se fusionarían en una convención especial el 27 de marzo para formar un nuevo partido de oposición. El 4 de marzo de 2016 miembros del PDJ y PI convocaron a consulta pública sobre qué nombre debería recibir la nueva formación. El 14 de marzo, el nombre del nuevo partido fue anunciado como Minshintō (Partido Democrático Progresista), el nombre más preferido entre los votantes en las encuestas y preferido por el PI, derrotando a Rikken Minshutō (Partido Democrático Constitucional) que era el preferido por el PDJ. El 18 de marzo fue publicado el nombre en inglés de la formación como Democratic Party ("Partido Democrático"), sin ninguna referencia al término "progresista". El 22 de marzo de 2016, se anunció la adhesión de cuatro de los cinco diputados del opositor partido Visión de Reforma.
El 27 de marzo, el nuevo partido fue fundado oficialmente con Katsuya Okada como presidente, Yukio Edano como secretario general y Shiori Yamao como jefe político. La plataforma del partido busca proteger el carácter pacifista de la Constitución de Japón y una oposición a las políticas de 'Abenomics' del primer ministro Shinzō Abe.
Tras las elecciones de la Cámara de Consejeros, donde el partido sufrió una derrota y una pérdida de 11 escaños, el 30 de julio de 2016 Okada anunció que no optaría a la reelección ya que el partido necesitaba nuevas caras. El 15 de septiembre de 2016 fue elegida presidenta Renhō, convirtiéndose en la primera mujer en asumir el mando de un partido político japonés imponiéndose con el 61% de los votos frente al 24,5% logrado por el exministro de Asuntos Exteriores Seiji Maehara y el 14,5% del diputado Yuichiro Tamaki.

### Elecciones para la Cámara de Representantes de 2017
El 28 de septiembre de 2017, Maehara anunció que el Partido Democrático (PD) abandonaría sus planes de participación en las elecciones generales de 2017. El bloque de diputados del PD en la Cámara de Representantes se disolvió, y sus representantes optarían participando como candidatos del nuevo Partido de la Esperanza de Yuriko Koike o como independientes. El 2 de octubre de 2017, el vicepresidente del PD Yukio Edano, anunció la formación del Partido Democrático Constitucional de Japón para los miembros liberales y de izquierda que habían sido rechazados por Koike como candidatos del Partido de la Esperanza.

## Presidentes del Partido Democrático
| N.º | Nombre                                | Período                 | Período               | Imagen | Resultados          |
| N.º | Nombre                                | Inicio                  | Término               | Imagen | Resultados          |
| --- | ------------------------------------- | ----------------------- | --------------------- | ------ | ------------------- |
| 1   | Katsuya Okada 岡田 克也 Okada Katsuya | 27 de marzo de 2016     | 1 de octubre de 2016  |        | Presidente interino |
| 2   | Renhō 村田 蓮舫 Murata Renhō          | 1 de octubre de 2016    | 27 de julio de 2017   |        |                     |
| 3   | Seiji Maehara 前原 誠司 Maehara Seiji | 1 de septiembre de 2017 | 30 de octubre de 2017 |        |                     |
| 4   | Kōhei Ōtsuka 大塚 耕平 Ōtsuka Kōhei   | 31 de octubre de 2017   | 7 de mayo de 2018     |        |                     |